# Пјеро Кодија
Пјеро Кодија (итал. Piero Codia; Трст, 22. октобар 1989) италијански је пливач чија специјалност су спринтерске трке делфин стилом. Вишеструки је национални првак и рекордер у тркама на 50 и 100 метара делфин стилом, некадашњи европски првак у великим и малим базенима и учесник светских првенстава и олимпијских игара.

## Спортска каријера
Међународну каријеру у конкуренцији сениора Кодија је започео 2012. на Европском првенству у мађарском Дебрецину  где је успео да се пласира у полуфиналне трке на 50 и 100 метара делфин стилом. Годину дана касније Кодија осваја и прве медаље, по једно злато, сребро и бронзу на Медитеранским играма у Мерсину и једно злато у штафети 4×50 мешовито на европском прввенству у малим базенима, а исте године имао је и успешан деби на светским првенствима пошто је на првенству у Барселони успео да се пласира у полуфинале трке на 50 делфин. 
Запажене резултате остварује на европском првенству у Лондону 2016. где осваја два четврта места у финалима трка на 50 и 100 делфин, те сребро у мешовитој штафети 4×100 мешовито. Три месеца касније дебитује на Олимпијским играма као део олимпијског тима Италије на играма у Рију 2016. године. У својој примарној дисциплини, трци на 100 делфин успео је да се пласира у полуфинале у ком је заузео укупно 11. место, а идентичан резултат остварио је и као члан штафете на 4×100 мешовито. 
Током 2015. такмичио се на Универзијади у Квангџуу (сребро на 100 делфин), светском првенству у Казању (5. место у микс штафети 4×100 мешовито) и Европском првенству у малим базенима у Нетањи (злато у штафети 4×50 мешовито). 
Кодија је учествовао и на светским првенствима у Будимпешти 2017. и Квангџуу 2019. године.